# Palmy (Popsängerin)

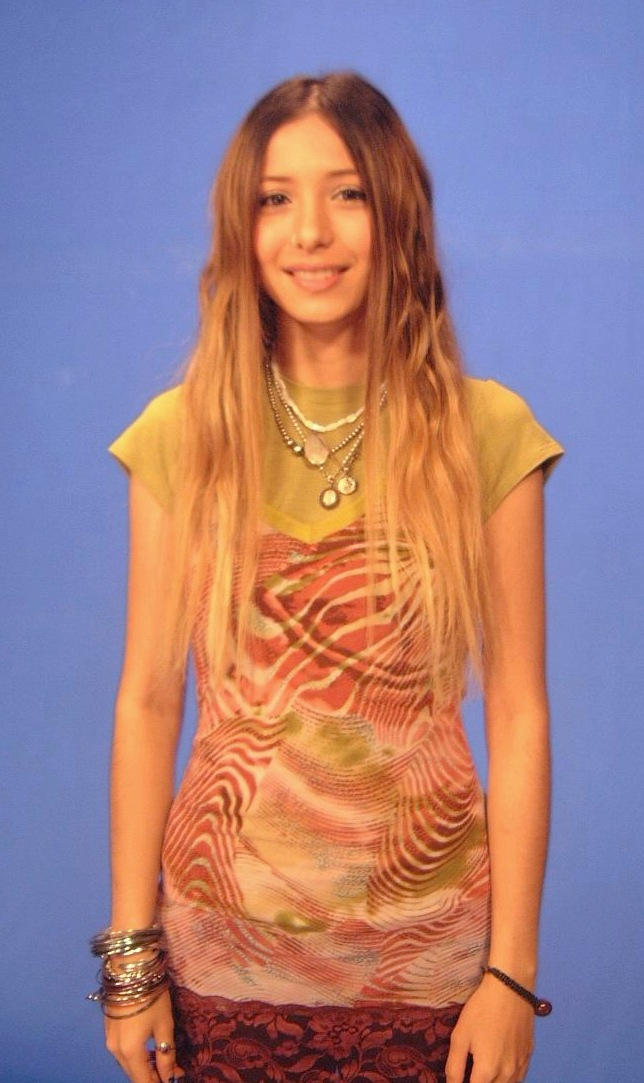
Palmy

Palmy (thailändisch ปาล์มมี่; * 7. August 1981 in Bangkok) ist eine thailändisch-belgische Popsängerin. Ihr wirklicher Name ist Eve Pancharoen (อีฟ ปานเจริญ).

## Leben
Eve Pancharoens Vater ist Belgier, ihre Mutter Thailänderin. Sie wuchs zunächst in ihrer Heimatstadt auf und zog im Alter von zwölf Jahren mit ihrer Familie ins australische Sydney, wo sie im Stadtteil Ryde das Holy Cross College mit den Schwerpunktfächern Musik und Kunst besuchte. Am Australian Institute of Music (AIM) nahm sie Gesangsstunden. Als 18-Jährige kehrte sie nach Bangkok zurück und schloss ihre schulische Laufbahn an ihrer früheren Schule ab.
2001 erschien ihr Debütalbum beim thailändischen Label GMM Grammy. Primär tritt sie im asiatischen Raum auf, aber auch schon in Australien und im Vereinigten Königreich. Palmy wurde mehrfach ausgezeichnet.

## Diskografie
Neben Alben und Singleauskopplungen entstanden rund zehn Konzert-DVDs.

### Alben
- 2001: Palmy (GMM Grammy)
- 2003: Stay (GMM Grammy)
- 2006: Beautiful Ride (GMM Grammy)
- 2005: Showcase (Kompilation)
- 2006: The Best Hits of Palmy (Kompilation)
- 2007: Palmy Meets T-Bone – in Flower Power Concert (Live-Video-CD und DVD, Moon Star Studio)
- 2011: 5 (GMM Grammy)
- 2011: Tea Time with Palmy (Kompilation)
- 2011: Music Box Palmy (Kompilation)
- 2014: Palmy Greatest Hits (Kompilation)

### Singles/Maxi-Singles
- 2001: Yark rong dang dang (อยากร้องดังดัง; Auskopplung aus Palmy)
- 2002: Klua (กลัว; Auskopplung aus Palmy)
- 2003: Tam pen mai tak (ทำเป็นไม่ทัก; Maxi-Auskopplung aus Stay)
- 2006: Tick Tock (Auskopplung aus Beautiful Ride)
- 2007: Mai mee krai chok rai ta lod (ไม่มีใครโชคร้ายตลอด; Auskopplung aus Beautiful Ride)
- 2011: Kid mark (คิดมาก)
- 2012: Crush (feat. Erlend Øye)
- 2013: อยากหยุดเวลา (Coverversion)